# Star-Club

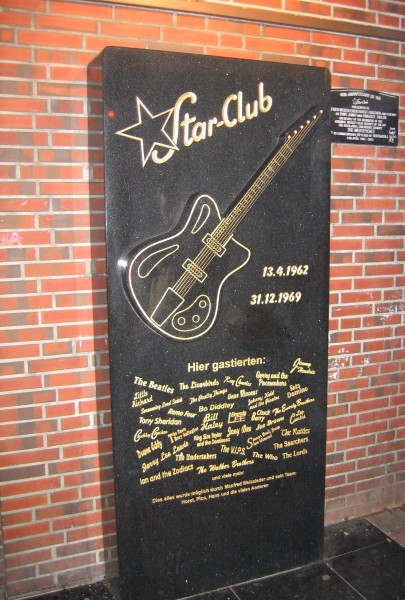
De Star-Club-gedenksteen in St. Pauli, Hamburg, Duitsland.

De Star-Club was een muziekclub in Hamburg die in de jaren 1960 vooral bekendheid kreeg omdat heel wat beroemdheden er zijn opgetreden.
De club werd op 13 april 1962 geopend door Manfred Weissleder. De club was gevestigd in de Große Freiheit 39, een zijstraat van de bekende Reeperbahn in het Hamburgse district Sankt Pauli. De club sloot de deuren op 31 december 1969 en het gebouw waarin de Star-Club gevestigd was, werd door een brand verwoest in 1987.
Aanvankelijk zag de toekomst er niet rooskleurig uit: de rockmuziek was nog vrij nieuw in Europa en werd vaak geassocieerd met leren jekkers en vetkuiven. Bovendien lag de club in een beruchte uitgaansbuurt van de stad. Naarmate rock-'n-roll steeds vaker voorkwam in de hitparades werd de Star-Club een vaste waarde in het uitgaansleven. Tussen 1962 en 1969 traden heel wat muziekgrootheden op, onder anderen Dave Dee, Dozy, Beaky, Mick & Tich, The Jimi Hendrix Experience, The Jaybirds, Billy J. Kramer & The Dakotas, The Searchers, Soft Machine, Ray Charles, Bo Diddley, Fats Domino, The Everly Brothers, Bill Haley, Jimi Hendrix, Johnny and The Hurricanes, Brenda Lee, Jerry Lee Lewis en Little Richard. Maar de club werd vooral wereldberoemd door het optreden van The Beatles tussen 13 april 1962 en 31 mei 1962 en tussen 1 november 1962 en 31 december 1962. Het laatste optreden werd later uitgegeven als “Live! at the Star-Club in Hamburg, Germany; 1962”.